# ヘストン JC.6
ヘストン JC.6
ヘストン JC.6 "AOP A.2/45" (VL529)
- 用途：観測機
- 製造者：ヘストン・エアクラフト
- 初飛行：1947年8月
- 生産数：2機
- 運用状況：試作のみ

ヘストン JC.6（Heston JC.6）は、ヘストン・エアクラフト社により設計/制作された観測機（"Air Observation Post"：AOP）の試作機である。ヘストン・エアクラフト社は以前にヘストン フェニックス、ヘストン T.1/37やネイピア＝ヘストン レーサーを製造していた。このJC.6は、ヘストン A.2/45やヘストン AOPという名称でも知られている。

## 開発
ヘストン JC.6は、イギリス陸軍向けの観測機を求める航空省要求仕様 A.2/45に応じて設計/製作された。ヘストン・エアクラフト社は2機の試作機を製作し、初号機のVL529が1947年8月に初飛行を行ったが試作2号機がVL530は飛行することはなかった。
JC.6は、先端に垂直尾翼を備える水平尾翼で繋がった2本のブームを持つ全金属性の片持ち式単葉機であり、2本ブームの間の中央胴体の後部に備えるデ・ハビランド ジプシー・クイーンで推進式プロペラを駆動していた。タンデム複座のコックピットは大型の透明キャノピーで覆われ、首車輪式降着装置、短距離離着陸（STOL）性能を持たせるため主翼にはスロットとフラップを備えていた。評価試験中に競合機のオースター AOP6の方が高性能を示し、量産の発注を受けた。VL531とVL532の2機分のシリアルナンバーがJC.6に与えられたが、製作はされなかった。
水上機型がSaro P.100としてサンダース・ロー社で設計されたが、製作はされなかった。

## 要目
(JC.6) Flight International, 2 Sep 1948
- 乗員：2名
- 全長：10.36 m (34 ft 0 in)
- 全幅：13.41 m (44 ft 0 in)
- 全高：2.74 m (9 ft 0 in)
- 翼面積：25.45 m2 (274 ft2)
- 全備重量：1,383 kg (3,049 lb)
- エンジン：デ・ハビランド ジプシー・クイーン 33、240 hp (179 kW)
- 最大速度：202 km/h (125 mph)
- 航続距離：1,200 km (745 miles)